# Церква Святої Великомучениці Параскеви П'ятниці (Соколів)
Церква Святої Великомучениці Параскеви П'ятниці в Соколові — парафія і храм Теребовлянського благочиння Тернопільської єпархії Православної церкви України в селі Соколів Тернопільського району Тернопільської области.

## Історія церкви
У 1931 році до старої дерев'яної церкви Святої Преподобної Параскеви П'ятниці в селі Соколів призначили священника Андрія Гумницького. Того ж року він розпочав підготовку до будівництва нового кам'яного храму, в якому брало участь все населення. Нова церква була освячена 10 листопада 1934 року, на храмовий празник.
За час служіння о. Андрія Яцківа храм поступово оновився. У 2008 році Верховний архієпископ Любомир Гузар нагородив священника грамотою за реставрацію храму Святої Трійці в селі Зарваниця.

## Парохи
- о. Андрій Гумницький,
- о. Николай Улянський (1946),
- о. Михаїл Скарлаш (1960),
- о. Михаїл Будник (1978),
- о. Олександр Підвисоцький (1983),
- о. Андрій Яцків (з 1 березня 1985).